# Un miracle sous l'inquisition
Pour plus de détails, voir Fiche technique et Distribution.
Un miracle sous l'inquisition est un film de Georges Méliès sorti en 1904 au début du cinéma muet.

## Synopsis
Sous l'inquisition, une femme est envoyée dans la chambre de torture où le bourreau doit la faire brûler. Il exécute la sentence, mais un miracle se produit: un ange ressuscite la jeune femme et fait brûler le bourreau à la place.

## Fiche technique
- Titre : Un miracle sous l'inquisition
- Réalisation : Georges Méliès
- Durée : 2 minutes 30 secondes
- Date de sortie : France : 1904

## Distribution
- Georges Méliès : le bourreau
- Mlle Bodson : l'accusée